# Antoni Arderiu i Pascual
Antoni Arderiu i Pascual   (Manresa, 1892 - 1966) fou un advocat, polític i empresari català.

## Biografia
Era fill de Pere Arderiu i Brugués, cap del Partit Conservador a Manresa. Es llicencià en dret per la Universitat de Barcelona. Fou elegit diputat per la Lliga Regionalista pel districte de Manresa a les eleccions generals espanyoles de 1919. El 1921 va fundar a Manresa l'empresa Manufactures de la Pell (Pielsa) amb Lluís Plana i Roca i Jaume Castell i Lastortras, que proporcionava pells per a fabricar soles de sabata. També fou membre de la Reial Acadèmia de Jurisprudència i Legislació de Catalunya i degà de l'Il·lustre Col·legi d'Advocats de Manresa de 1934 a 1966.